# Autobahn nach Poznań
Autobahn nach Poznań – opowiadanie fantastyczne Andrzeja Ziemiańskiego z 2001 roku, nagrodzone Nagrodą im. Janusza A. Zajdla.
Opowiadanie ukazało się po raz pierwszy w „Nowej Science Fiction” nr 2/2001 (2).
W 2002 na Polconie w Krakowie Andrzej Ziemiański otrzymał za Autobahn nach Poznań Nagrodę im. Janusza A. Zajdla w kategorii najlepsze opowiadanie.
Opowiadanie było także publikowane w autorskim zbiorze opowiadań „Zapach szkła” oraz antologii „Rakietowe szlaki” tom 6.